# Чумегіу (комуна)
Чумегіу (рум. Ciumeghiu) — комуна у повіті Біхор в Румунії. До складу комуни входять такі села (дані про населення за 2002 рік):
- Бою (842 особи)
- Гіорак (1867 осіб)
- Чумегіу (1789 осіб) — адміністративний центр комуни

Комуна розташована на відстані 434 км на північний захід від Бухареста, 45 км на південний захід від Ораді, 111 км на північ від Тімішоари.

## Населення
За даними перепису населення 2002 року у комуні проживали 4498 осіб.
Національний склад населення комуни:
| Національність            | Кількість осіб | Відсоток |
| ------------------------- | -------------- | -------- |
| румуни                    | 2359           | 52,4%    |
| угорці                    | 1255           | 27,9%    |
| цигани                    | 849            | 18,9%    |
| німці                     | 6              | 0,1%     |
| не вказали національність | 28             | 0,6%     |

Рідною мовою назвали:
| Мова                  | Кількість осіб | Відсоток |
| --------------------- | -------------- | -------- |
| румунська             | 2507           | 55,7%    |
| угорська              | 1261           | 28,0%    |
| циганська             | 664            | 14,8%    |
| німецька              | 1              | < 0,1%   |
| не вказали рідну мову | 64             | 1,4%     |

Склад населення комуни за віросповіданням:
| Релігія                                       | Кількість осіб | Відсоток |
| --------------------------------------------- | -------------- | -------- |
| православні                                   | 2853           | 63,4%    |
| реформати                                     | 1214           | 27,0%    |
| п'ятдесятники                                 | 183            | 4,1%     |
| баптисти                                      | 96             | 2,1%     |
| римо-католики                                 | 66             | 1,5%     |
| греко-католики                                | 7              | 0,2%     |
| мусульмани                                    | 6              | 0,1%     |
| адвентисти                                    | 1              | < 0,1%   |
| лютерани (Синодально-пресвітеріанська церква) | 1              | < 0,1%   |
| не релігійні                                  | 1              | < 0,1%   |
| не вказали релігію                            | 70             | 1,6%     |